# Gonzalo García Vivanco
Gonzalo García Vivanco  (Guadalajara, 1981. december 25. –) mexikói színész, modell.

## Élete
Gonzalo García Vivanco 1981. december 25-én született Guadalajarában. A TV Azteca színészképzőjében, a Centro de Formación actoralban (CEFAC) tanult. 2003-ban az Un nuevo amor című telenovellában debütált, mint Pablo de la Vega Montoya. 2009-ben Dulce María partnere volt a Verano de amorban.A TV Azteca színészképzőjében, a Centro de Formación actoralban (CEFAC) kezdte tanulmányait. Az első szerepét az Un nuevo amor telenovellában kapta, mint Pablo de la Vega Montoya. 2004-ben a Soñaras telenovellában megkapta Pablo szerepét Yahir, Sandra Echeverría és Vanessa Acosta mellett. Ugyanebben az évben szerepelt a Las Juanas telenovellában, amelyben Juan Ignacio karakterét kapta meg.
2007-ben szerepelt Sarokba szorítva (Accoralada) sorozatban, mint Eduardo. A sorozatban olyan színészekkel játszhatott együtt, mint Alejandra Lazcano, David Zepeda, Maritza Rodríguez és Jorge Luis Pila. 2009-ben Dulce María partnere volt a Verano de amorban.
2010-ben Ojo por ojo című telenovellában Arcángel Barragán szerepét játszotta, olyan színészekkel dolgozhatott együtt, mint Gaby Espino, Miguel Varoni, Gregorio Pernia vagy Carmen Villalobos. 2010 és 2011 között Soy tu fan sorozatban eljátszotta Diego García karakterét. 2011-ben Jesse & Joy - ¡Corre! és a Amandititita - Eres un mamón című videóklipekben is látható volt. 2012-ben Relaciones peligrosas telenovellában főbb szerepet kapott Sandra Echeverría, Gabriel Coronel, Ana Layevska és Maritza Bustamante mellett.
Az egyik legfontosabb szerepét Az örökség (La Patrona) című telenovellában kapta 2013-ban, mint Luis 'Lucho' Vampa Aracely Arámbula, Jorge Luis Pila, Christian Bach és Erika de la Rosa mellett, Az alakításáért megkapta a Legjobb férfi mellékszereplő díjat a Premios Tu Mundo rendezvényen 2013-ban. 2014-ben megkapta Mauricio szerepét az Estar o no estar című mozifilmben.

## Filmográfia
| Év        | Cím                           | Szerep                                            |
| --------- | ----------------------------- | ------------------------------------------------- |
| 2014      | Tierra de Reyes               | Flavio Gallardo                                   |
| 2014      | Los miserables                | Pedro Morales                                     |
| 2013      | Az örökség (La Patrona)       | Luis 'Lucho' Vampa / Yamila                       |
| 2012      | Relaciones peligrosas         | Juan Pablo Reyes / Daniel Arámbula / Gael Sánchez |
| 2010-2011 | Soy tu fan                    | Diego García                                      |
| 2010      | Ojo por ojo                   | Arcángel Barragán                                 |
| 2009      | Verano de amor                | Mauro Villalba Duarte                             |
| 2007      | Sarokba szorítva (Accoralada) | Eduardo                                           |
| 2004      | Las Juanas                    | Juan Ignacio                                      |
| 2004      | Soñaras                       | Pablo                                             |
| 2003      | Un nuevo amor                 | Pablo de la Vega Montoya                          |

## Díjak és jelölések
| Év   | Díj                   | Kategória                    | Cím                   | Eredmény |
| ---- | --------------------- | ---------------------------- | --------------------- | -------- |
| 2009 | People en Español-díj | Legjobb fiatal színész       | Verano de Amor        | Jelölve  |
| 2010 | TVyNovelas-díj        | Legjobb fiatal színész       | Verano de Amor        | Jelölve  |
| 2012 | Premios Tu Mundo      | Legjobb férfi gonosz         | Relaciones peligrosas | Jelölve  |
| 2012 | People en Español-díj | Legjobb férfi gonosz         | Relaciones peligrosas | Jelölve  |
| 2013 | Miami Life Awards     | Legjobb férfi gonosz         | Relaciones peligrosas | Jelölve  |
| 2013 | Premios Tu Mundo      | Legjobb férfi mellékszereplő | La Patrona            | Elnyerte |

## Fordítás
- Ez a szócikk részben vagy egészben  a   Gonzalo García Vivanco című angol Wikipédia-szócikk fordításán alapul.  Az eredeti cikk szerkesztőit annak laptörténete sorolja fel. Ez a jelzés csupán a megfogalmazás eredetét és a szerzői jogokat jelzi, nem szolgál a cikkben szereplő információk forrásmegjelöléseként.